# Graller de Palomera
El Graller de Palomera és un avenc del terme de Conca de Dalt, al Pallars Jussà, dins de l'antic terme de Toralla i Serradell, en territori del poble de Serradell.
Està situat al sud-oest del poble de Serradell, en el costat de llevant de la Roca Palomera, ben bé al capdamunt de la cinglera que constitueix tota la cara est d'aquesta roca. S'hi accedeix per una cornisa estreta des de la plataforma superior de la roca. Té una primera cambra d'uns 9 metres de desnivell que duu a un pendent ple de femta de les aus que niuen en aquest graller (d'on el nom). Una segona cambra molt alta, no del tot explorada, s'obre al capdavall del pendent.